# Bloemfontein Challenger 1987
Il Bloemfontein Challenger 1987 è stato un torneo di tennis facente parte della categoria ATP Challenger Series nell'ambito dell'ATP Challenger Series 1987. Il torneo si è giocato a Bloemfontein in Sudafrica dal 23 al 29 novembre 1987 su campi in cemento.

## Vincitori

### Singolare
Philip Johnson ha battuto in finale  Mike Bauer con il punteggio di 6–2, 6–4

### Doppio
David Felgate /  Nick Fulwood hanno battuto in finale  Mike Bauer /  Peter Palandjian con il punteggio di 6–1, 3–6, 6–4